# Giles Ungpakorn
Giles Ungpakorn là một nhà bình luận chính trị nổi tiếng ở Thái Lan, một giáo sư đại học tại Đại học Chulalongkorn, một trong những trường đại học hàng đầu ở Thái Lan, tại Bangkok. Ông là một giáo sư kết giao tại Ngành Khoa học Chính trị, và cũng là thành viên của khối xã hội chủ nghĩa Dân chủ Công nhân Thái Lan, là một phần của Xu hướng Xã hội Chủ nghĩa Quốc tế. Giles là con út của Puey Ungpakorn và vợ ông Margaret Smith của Luân Đôn, và có song tịch Thái Lan và Anh. Ông có hai con trai trưởng, Jon Ungpakorn và Peter Ungpakorn. Giles được học tập tại Anh ở Đại học Sussex và Durham và Khoa phương Đông và châu Phi tại Luân Đôn, nhận bằng tiến sĩ trước khi về Thái Lan năm 1997.
Vào thứ Ba, 20 tháng 1 năm 2009, cảnh sát đã cáo buộc Giles về tội xúc phạm hoàng gia trong một cuốn sách phát hành năm 2007 - chỉ một ngày sau khi một nhà văn người Úc, Harry Nicolaides, bị tuyên án ba năm tù ở cũng vì tội danh tương tự. Ông Ji Ungpakorn đã bác bỏ lời kết tội này và cáo buộc chính quyền đang ngày càng sử dụng nhiều hơn tội danh xúc phạm hoàng gia để đàn áp thành phần đối lập.
"Đây là cách để bịt mồm dân chúng và khiến cho phía đối lập phải im lặng, đặc biệt là những người phản đối chế độ quân sự độc tài năm 2006," theo lời ông Ji, người dùng bút hiệu Giles Ji Ungpakorn. Giáo sư Ji đã cầm đầu một chiến dịch đòi hủy bỏ luật truy tố tội phạm thượng. Ông cho rằng mình đã bị truy tố vì các lý do chính trị bởi vì cuốn sách ông xuất bản năm 2007 mang tên "Một Cuộc Đảo Chánh Cho Người Giàu đã chỉ trích quân đội mở cuộc đảo chánh lật đổ Thủ tướng Thaksin Shinawatra. Trong cuốn sách này, ông cũng gián tiếp đặt câu hỏi về vai trò của hoàng cung trong chính trường Thái Lan ở thời điểm đó.
Cảnh sát đã nộp đơn truy tố ngày 20 tháng 1 năm 2009 nhưng vẫn phải chờ sự quyết định của công tố viên là có đưa ông Ji ra tòa hay không. Khoảng 128 các giáo sư trên toàn thế giới đã ký vào một bản thỉnh nguyện thư để kêu gọi hủy bỏ việc truy tố ông Ji, nói rằng việc truy tố này là "một hành động xâm phạm tự do ngôn luận trầm trọng nhất."
Trước nguy cơ có thể lãnh án 15 năm tù, Ji đã lưu vong sang Anh ngày 9 tháng 2 năm 2009, nói rằng ông không tin mình sẽ có được một phiên xử công bằng. "Hiện không có công lý ở Thái Lan," Giáo sư Ji nói trong một điện thư gửi đến báo chí. "Chế độ hiện nay đang có vẻ tiến đến chế độ cảnh sát trị."